# Мия Малкова
Мия Малкова (на английски: Mia Malkova) е американска порнографска актриса.

## Ранен живот
Родена е на 1 юли 1992 г. в град Палм Спрингс, щата Калифорния, САЩ.
Работи в ресторанти на „Макдоналдс“ и „Сайзлър“.

## Кариера
Започва кариерата си като актриса в порнографската индустрия през 2012 г., когато е на 20-годишна възраст. Към порното я насочва нейната най-добра приятелка порноактрисата Наташа Малкова. Избира псевдонима си Мия Малкова, защото ѝ звучи като горещо име на европейски супермодел.
Първата ѝ секс сцена включва само орален секс.
През 2012 г. е избрана за момиче на месец декември на еротичния уебсайт „Twistys“, а впоследствие печели титлата на „Twistys“ за момиче на годината за 2013 г. в конкуренцията на над две хиляди други еротични модели, което ѝ носи награда от 10 хиляди долара и четиридневна фотосесия в имение в Малибу.
През 2013 г. и 2014 г. участва в няколко порнофилма в Япония.
Удостоена е с наградата на AVN за най-добра нова звезда (2014 г.).
През октомври 2014 г. подписва ексклузивен едногодишен договор с компанията „Hard X“ за сцени „момче/момиче“. С това тя става първата изпълнителка с ексклузивен договор за тази компания. Договорът позволява на Малкова да прави за други компании сцени, различни от категорията „момче/момиче“.
През 2015 г. прави първата си сцена с блоубенг (фелацио на множество мъже) във филма „Facialized: Vol. 2“. В края на същата година подписва договор с мениджърската компания „LA Direct Models“, която да я представлява в индустрията.
През 2016 г. е избрана за любимка на месец октомври на списание „Пентхаус“.

## Личен живот
Нейният брат също участва в порнофилми, като използва псевдонима Джъстин Хънт.
През юли 2014 г. се омъжва за порноактьора Дани Маунтин.

## Награди и номинации
| Година | Церемония    | Резултат  | Категория                                                                    | Филм                          |
| ------ | ------------ | --------- | ---------------------------------------------------------------------------- | ----------------------------- |
| 2014   | AVN награда  | Носителка | Най-добра нова звезда                                                        |                               |
| 2014   | AVN награда  | Носителка | Най-добра групова секс сцена само с момичета (с Грейси Глам и Рейвън Рокит)  | „Мяу! 3“                      |
| 2014   | AVN награда  | Номинация | Най-добра сцена с орален секс                                                | „Глътни това 30“              |
| 2014   | AVN награда  | Номинация | Най-добра секс сцена момиче/момиче (с Джеси Ендрюс)                          | „Girl Crush 3“                |
| 2014   | AVN награда  | Номинация | Най-добра соло секс сцена                                                    | „All Natural Glamour Solos 3“ |
| 2014   | AVN награда  | Номинация | Най-добра секс сцена с тройка – момиче/момче/момче (с Рамон Номар и Мик Блу) | „Мия“                         |
| 2014   | XBIZ награда | Номинация | Най-добра нова звезда                                                        |                               |
| 2014   | XBIZ награда | Номинация | Най-добра сцена само с момичета (с Малена Морган)                            | „Ние живеем заедно 29“        |
| 2014   | XRCO награда | Носителка | Cream Dream                                                                  |                               |
| 2014   | XRCO награда | Номинация | Нова звезда                                                                  |                               |